# Кацпер Майхшак
Кацпер Майхшак (пол. Kacper Majchrzak, 22 вересня 1992) — польський плавець.
Учасник Олімпійських Ігор 2012, 2016 років.
Призер Чемпіонату Європи з водних видів спорту 2018 року.